# Nissan Livina
Nissan Livina — компактний мінівен, що випускається японським виробником автомобілів Nissan. Він був представлений у липні 2006 року компанією Dongfeng Nissan на Міжнародному автосалоні в Гуанчжоу та надійшов у продаж у грудні 2006 року.
Маючи ту саму платформу, що й Note першого покоління, Livina першого покоління була першим автомобілем Nissan, який дебютував у Китаї, перш ніж бути випущеними в інших країнах.
Перше покоління Livina було доступне у двох варіантах кузова, причому довший був призначений для розміщення трирядних сидінь. Він вироблявся в Бразилії, Малайзії, Індонезії, Філіппінах, В'єтнамі, Південній Африці, Китаї та Тайвані. Друге покоління Livina, яке було представлено в лютому 2019 року, є лише трьома рядами на базі Mitsubishi Xpander і станом на 2022 рік доступне лише в Індонезії та на Філіппінах.

## Перше покоління (L10/L11; 2006)

### L10 (2006)

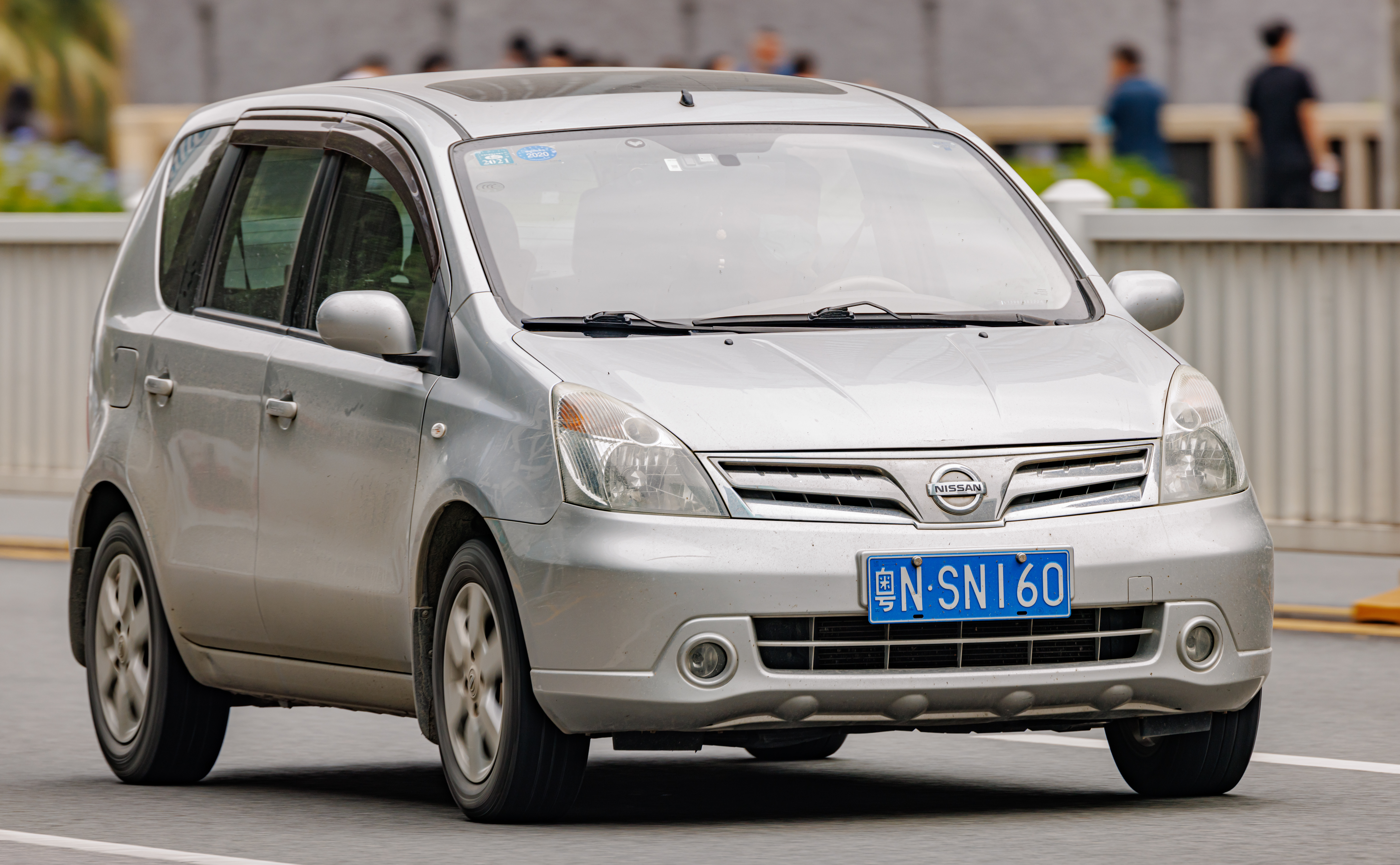
Nissan Livina (L10)

Дворядна модель звичайної довжини з коротшим заднім звисом називається Livina або Livina XR, або на Тайвані Livina Urban або Livina Sport, тоді як подовжена трирядна модель із подовженим заднім звисом у Китаї називається Livina Geniss, або Grand Livina в інших країнах. Довша трирядна модель — це MPV у стилі універсал, тоді як дворядна модель вважається містким хетчбеком або міні MPV у європейському стилі.

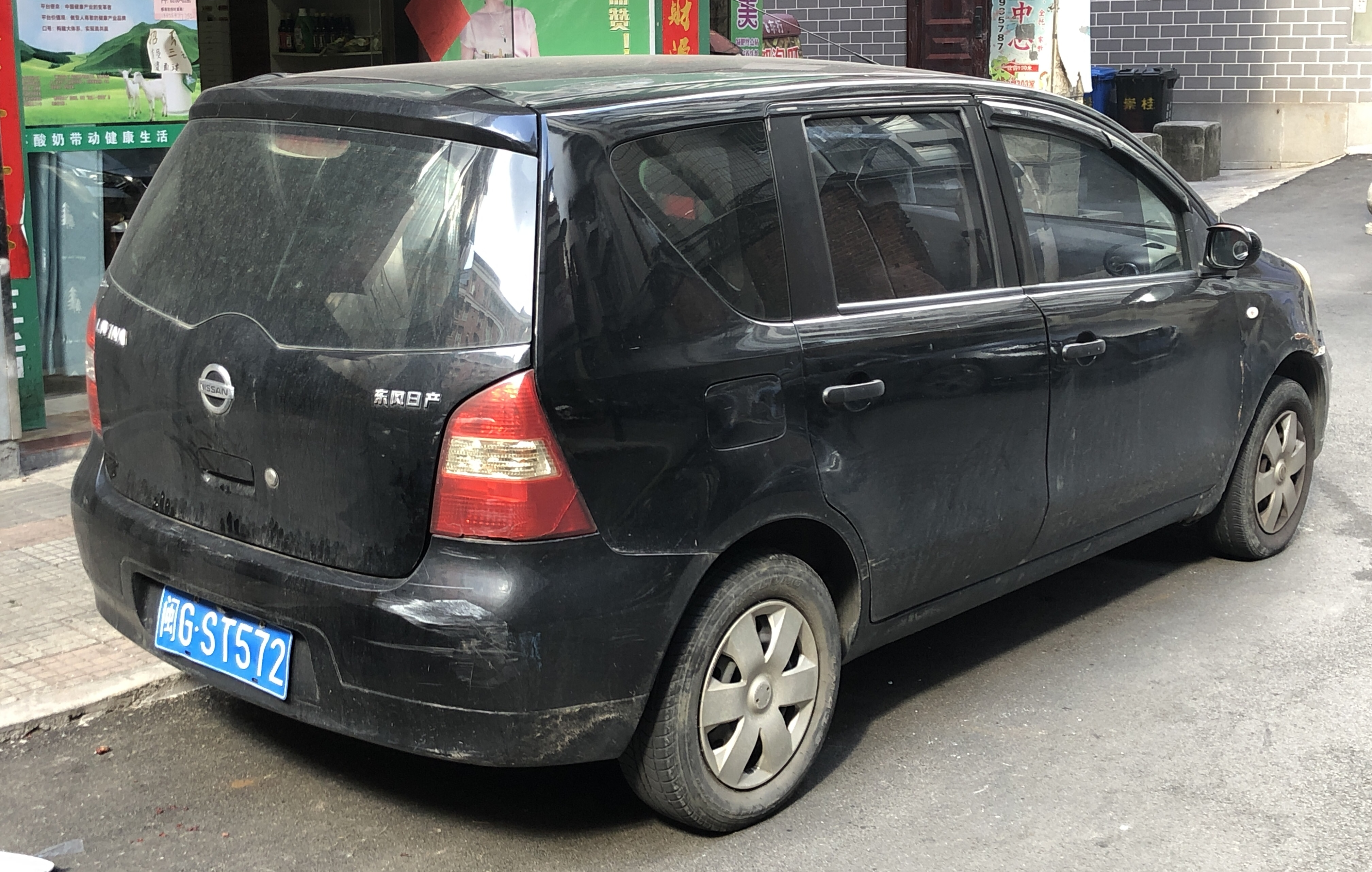

Модель дебютувала в листопаді 2006 року в Китаї в трирядній версії під назвою Livina Geniss, тоді як дворядна модель була представлена в країні в квітні 2007 року.
Дворядна Livina була представлена на Тайвані в жовтні 2007 року.  Як дворядна Livina, так і трирядна Grand Livina також вироблялися в Південній Африці з січня 2008 року, де сорок відсотків автомобільних запчастин були місцеві, решта надходить в інші країни, головним чином в Індонезію.
Потужність для Livina надходить від 1,5-літрових, 1,6-літрових або 1,8-літрових чотирициліндрових двигунів, які є спільними з Tiida/Latio/Versa (C11). Двигуни об'ємом 1,5 та 1,6 л працюють у парі з 5-ступінчастою механічною або 4-ступінчастою автоматичною коробкою передач. 1,8-літровий варіант працює в парі з 6-ступінчастою механічною або 4-ступінчастою автоматичною коробкою передач.

#### Livina Geniss / Grand Livina

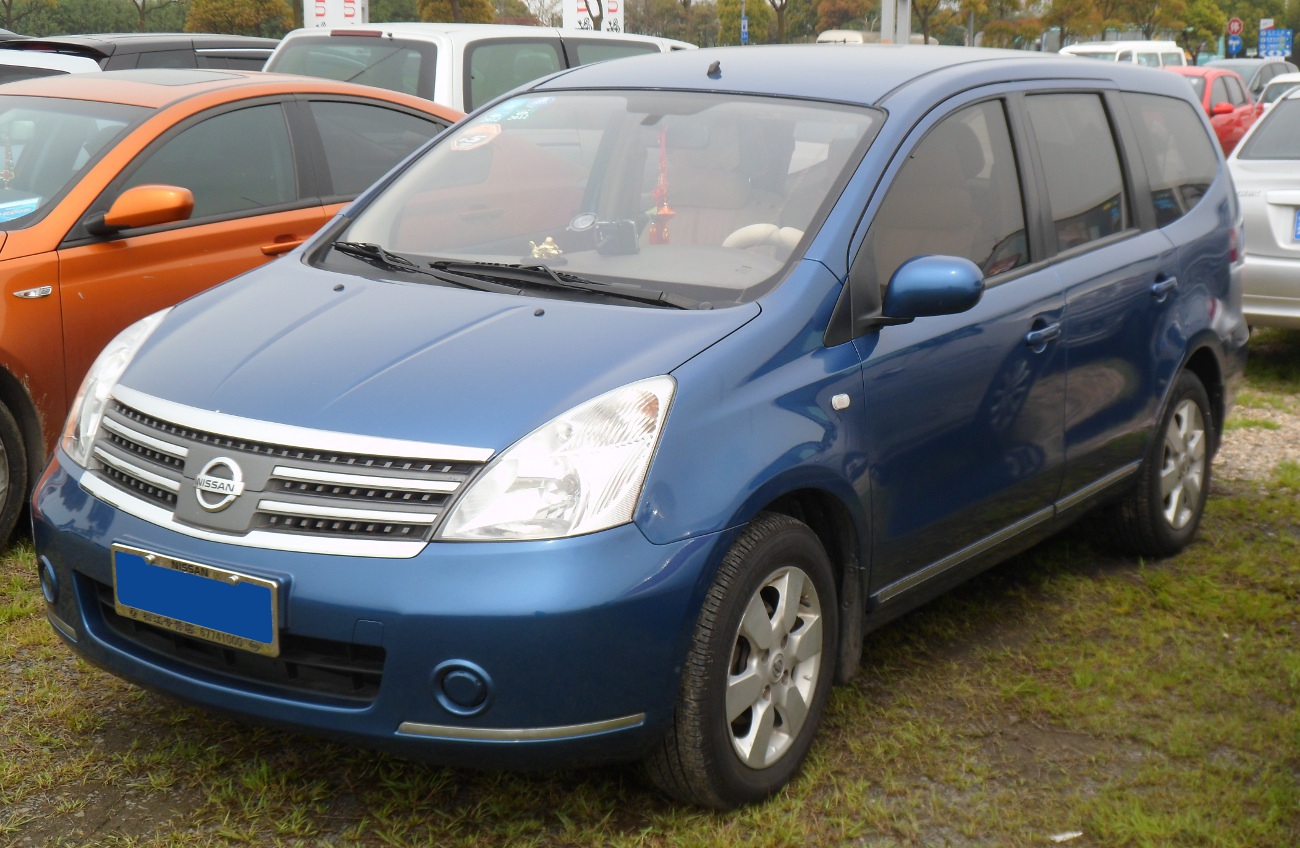
Nissan Livina Geniss (L10)

Livina Geniss у Китаї або Grand Livina в інших країнах — це трирядна модель із подовженим заднім звисом. Grand Livina була представлена в Індонезії 5 квітня 2007 року. Спочатку вона була доступна в комплектаціях 1.5 SV, 1.5 XV, 1.8 XV і 1.8 Ultimate. Пізніше в лінійку додалися 1.5 S і 1.5 Ultimate, а також спортивні 1.5 і 1.8 Highway Star з обвісом. Grand Livina для Індонезії отримав модернізацію 10 лютого 2011 року, тоді як Highway Star Autech був запущений 27 вересня 2011 року з переробленими решіткою радіатора та бампером.  31 серпня 2012 року версії 1.5 XV і 1.5 Ultimate отримали таку ж решітку радіатора та бампер, що й Highway Star Autech.
На Філіппінах і в Бразилії пропонується лише 1,8-літровий двигун, тоді як на південноафриканському ринку доступний 1,6-літровий варіант.
У Малайзії Grand Livina була запущена в грудні 2007 року з двома варіантами двигуна: HR16DE (ручна і автоматична) і MR18DE (тільки автоматична).  Версія «Tuned by Impul» була доступна в січні 2009 року.  У червні 2011 року було запущено оновлені варіанти. Зміни включали: нову передню решітку радіатора, чорну панель приладів на відміну від бежевого та панелі приладів, оздоблені білим на відміну від чорного.  Пізніше того ж місяця була оновлена версія «Tuned by Impul».  У липні 2012 року було представлено варіант Autech.

#### Livina X-Gear/C-Gear

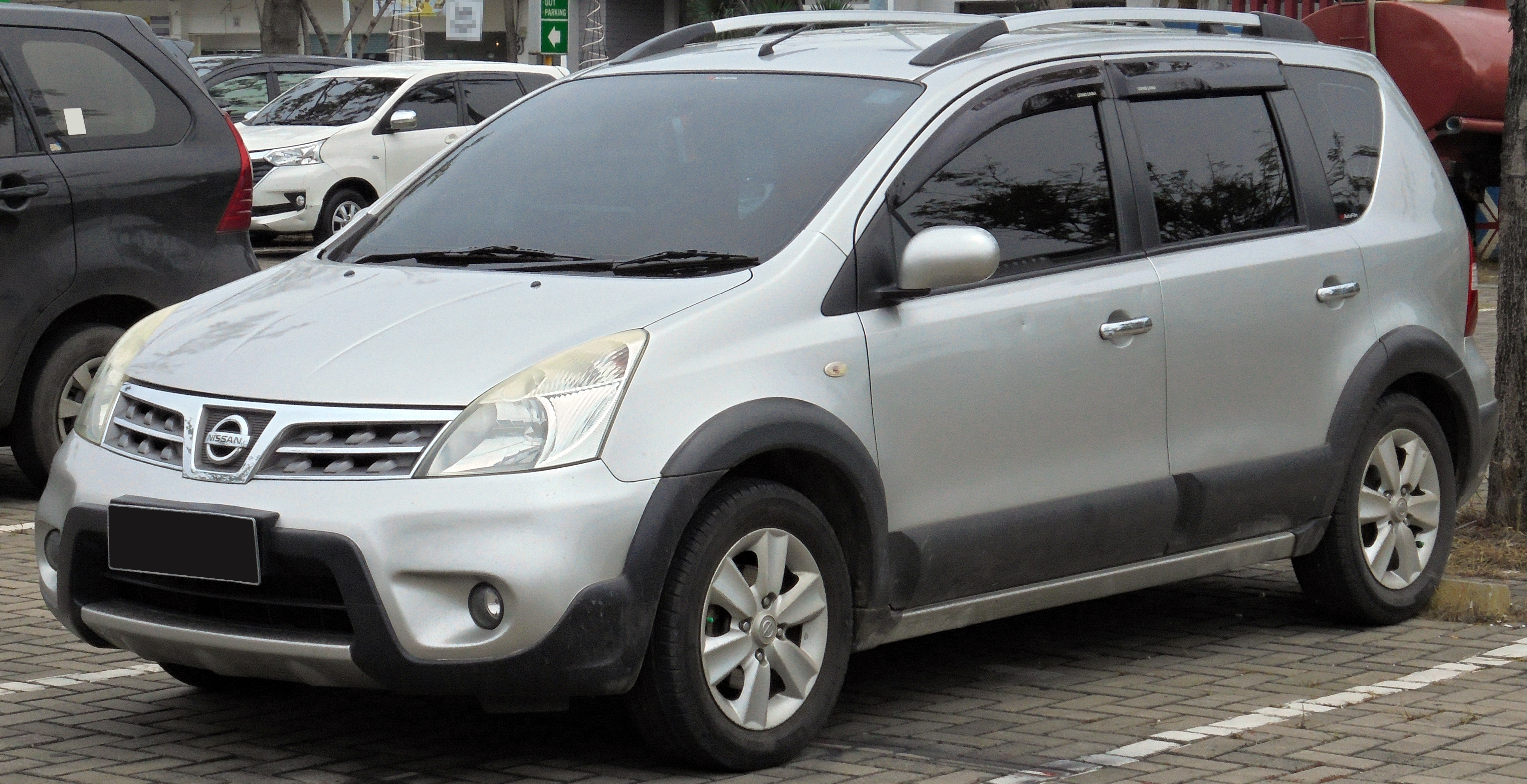
Nissan Livina X-Gear (L10)

У квітні 2008 року в Китаї був випущений варіант у стилі кросовера під назвою Livina C-Gear.  Він продається як Livina X-Gear в інших місцях. Базований на звичайній дворядній Livina, X-Gear прикрашений нефарбованими обшивками кузова, бічними оздобленнями кузова, бамперами в грубому стилі та рейлінгами на даху. Livina X-Gear також була представлена в Індонезії в травні 2008 року, в Південній Африці в 2008 році  в Бразилії в серпні 2009 року, і в Малайзії у вересні 2011 року

Варіант оснащений 1,6-літровим двигуном HR16DE, за винятком Індонезії, де він оснащений 1,5-літровим двигуном HR15DE. У Бразилії також пропонувався 1,8-літровий двигун. 

#### Оновлення 2011 року

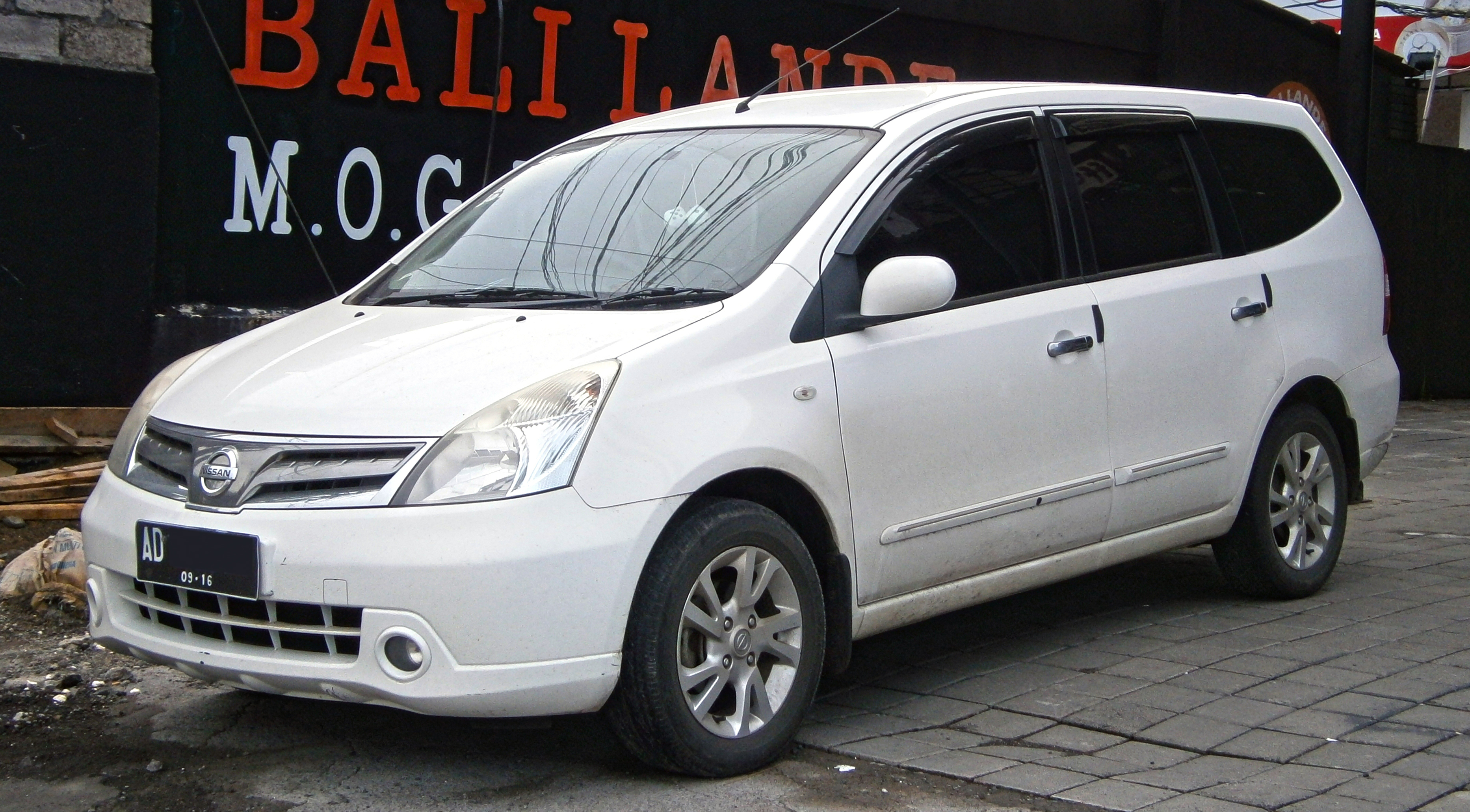
Nissan Grand Livina (L10; рестайлінг)

25 серпня 2010 року оновлені моделі Livina та Livina Geniss були представлені в Китаї.
10 лютого 2011 року компанія Nissan Motor Indonesia представила в Індонезії оновлені моделі Grand Livina. Зміни в основному зосереджені на незначних зовнішніх змінах, таких як передня решітка, дизайн коліс та інші зміни, тоді як зміни в інтер'єрі включали зміни кольору з бежевого та коричневого на чорний. Оновлений Grand Livina Highway Star був представлений 27 вересня 2011 року. 31 серпня 2012 року XV і Ultimate мали той самий спортивний передній бампер Autech, що й Highway Star, але повні обвіси та спортивні легкосплавні диски є ексклюзивними для Highway Star.

Livina серії L10 все ще пропонувалася в Бразилії та Південній Африці після того, як моделі Livina серії L11 були представлені в Китаї та країнах Південно-Східної Азії.

### L11 (2013)

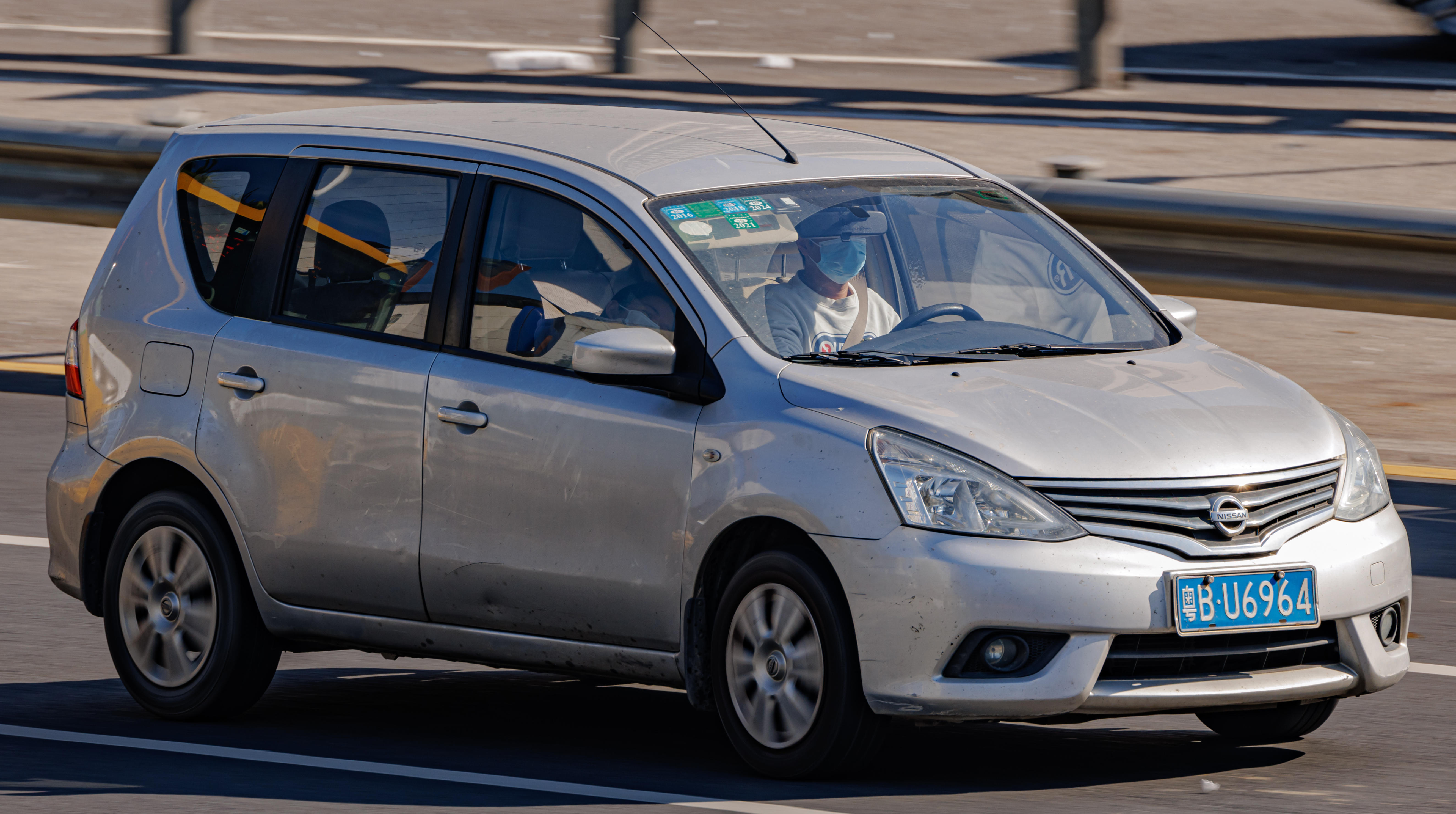
Nissan Livina (L11)

Шпигунські знімки Livina серії L11 були опубліковані в Інтернеті 8 жовтня 2012 року.  Livina серії L11 була вперше представлена в Китаї на 15-й Шанхайській міжнародній виставці автомобільної промисловості у квітні 2013 року з переробленими передньою та задньою панелями.
29 травня 2013 року Grand Livina серії L11 і Grand Livina X-Gear були представлені в Індонезії. Моделі L11, що продаються на місцевому ринку як абсолютно нові моделі, мають переглянуту передню частину, передні крила та задні панелі з характерними задніми ліхтарями та декоративними елементами багажника. Grand Livina X-Gear поставляється з іншими передніми бамперами, чорними крилами, чорним покриттям кузова та рейлінгами на даху. Опція CVT замінила 4-ступінчасту автоматичну трансмісію в цій моделі. Рівні якості для індонезійського ринку Grand Livina: SV, XV і Highway Star. 1,5-літровий двигун HR15DE оснащений подвійними форсунками та подвійним регулюванням фаз газорозподілу (CVTC), тоді як 1,8-літровий двигун MR18DE був доступний лише для X-Gear і зберіг 6-ступінчасту механічну або звичайну 4-ступінчасту автоматичну коробку передач.
Grand Livina серії L11 для ринку Малайзії має 1,6-літровий двигун і 1,8-літровий двигун.  1,6-літровий Grand Livina з механічною коробкою передач знятий з виробництва в Малайзії.
Дворядний Livina C-Gear серії L11 був представлений у Китаї, а пізніше також доступний як X-Gear на інших ринках, включаючи Індонезію, Малайзію, Таїланд і Тайвань.

## Друге покоління (ND1W; 2019)

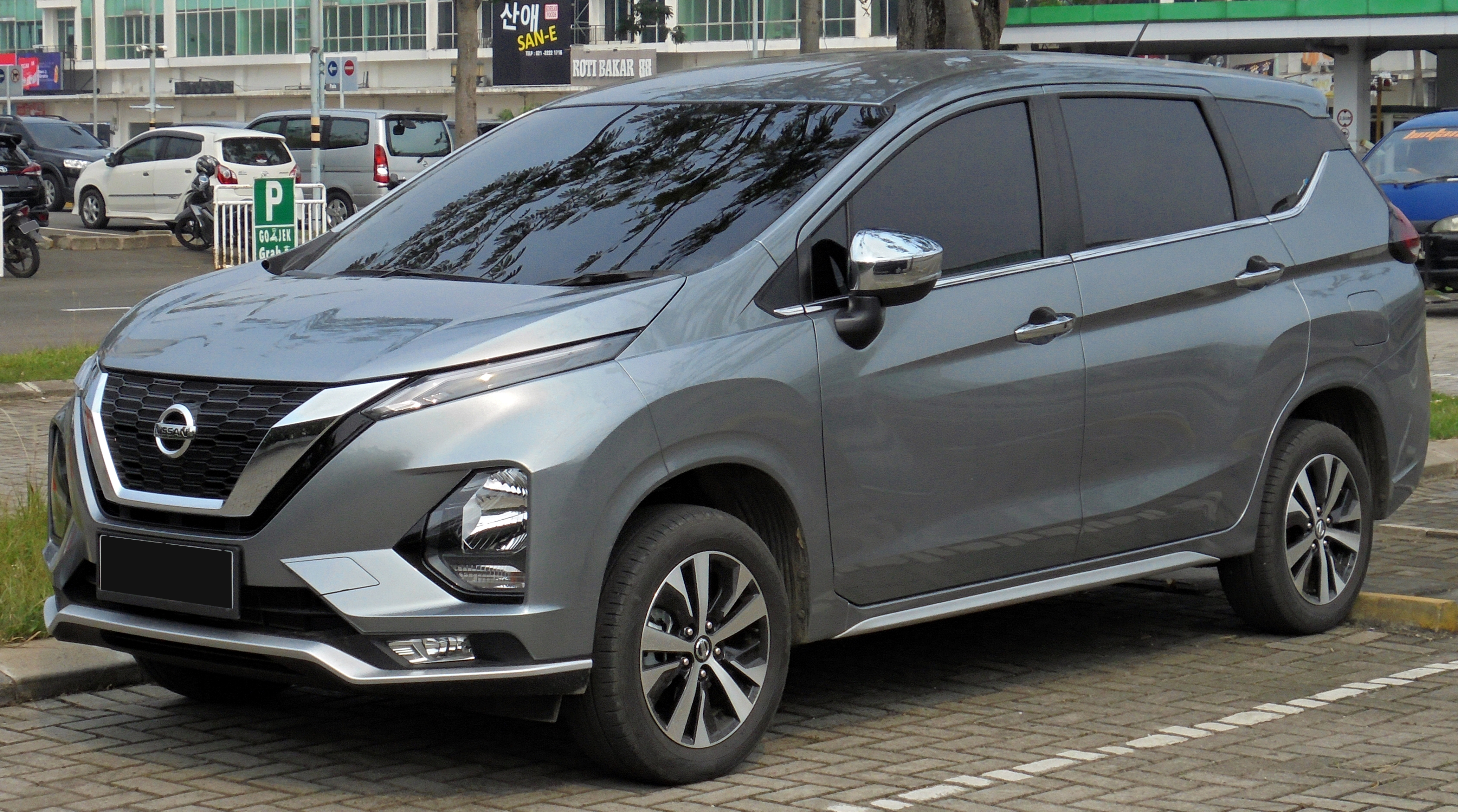
Nissan Livina (ND1W)

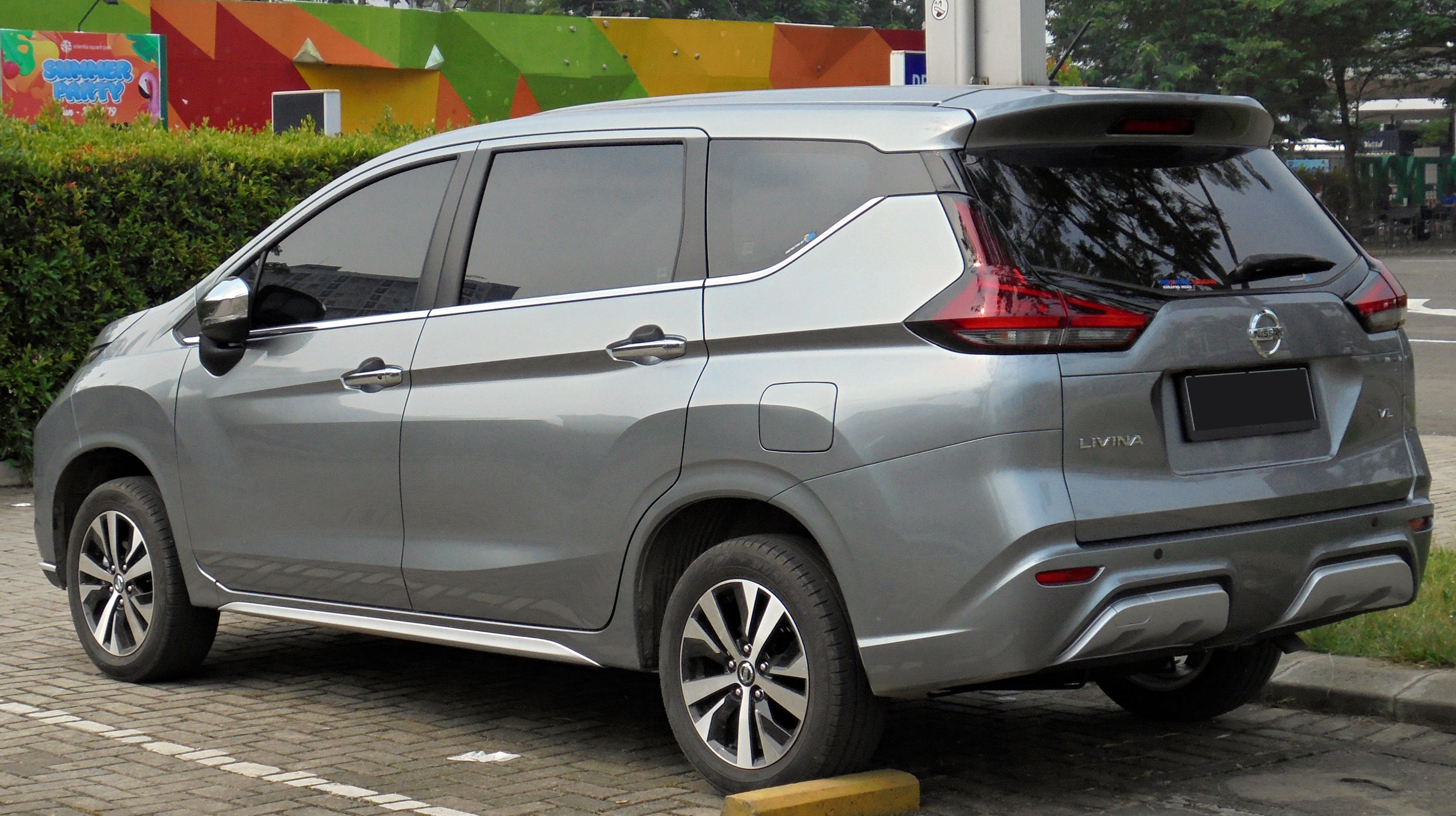
Nissan Livina (ND1W)

Друге покоління Livina було запущено в Індонезії 19 лютого 2019 року, через місяць після того, як Nissan припинив виробництво L11 Grand Livina в країні. Побічний продукт альянсу Renault–Nissan–Mitsubishi, це перероблений варіант Mitsubishi Xpander із оновленим брендом, який виробляється разом із ним на заводі Mitsubishi Motors у Сікаранзі, Західна Ява.  Nissan використовував назву «Livina» для цієї моделі через усталене використання назви в країні.
Оскільки він базується на Xpander, він пропонується лише в одному варіанті кузова та має пропорції, схожі на позашляховик кросовера, порівняно з низькими пропорціями універсалу попереднього покоління.  Порівняно з Xpander, компанія Nissan переробила кілька панелей кузова, включаючи решітку радіатора Nissan V-Motion, фари, передній бампер, передні крила, передні бічні двері, задній бампер, металеву обшивку дверей багажника та внутрішні елементи задніх ліхтарів.
Livina другого покоління доступна в чотирьох класах: E, EL, VE і VL. У червні 2020 року спортивний пакет для комплектації VE був доступний у кількості 100 одиниць.
Livina другого покоління також була представлена на Філіппінах 6 вересня 2022 року у формі з лівим кермом і імпортується з Індонезії.